# 90十一
90十一（德語：90elf）是德国萨克森州的一家私营广播电台，专门负责足球主题的广播报道。伴随着“足球电台”的口号，90十一自2008年8月13日启播。其频道名称也来源于足球运动：由90分钟的比赛时间和每队十一名参赛球员组成。2013年3月19日，因90十一未获得德国足球职业联盟颁发的音频转播牌照而被迫放弃2013-14赛季德甲、德乙和德国超级杯的实时报道。该转播权被德国体育一台获得。因此90十一将于2013年6月1日后停播。